# ایوگنی الکساندروف
ایوگنی الکساندروف (بلغاری: Евгени Александров؛ زادهٔ ۱۴ ژوئن ۱۹۸۸) بازیکن فوتبال اهل بلغارستان است.
از باشگاه‌هایی که در آن بازی کرده است می‌توان به باشگاه فوتبال لیتکس لووچ اشاره کرد.